# Joachim Bering

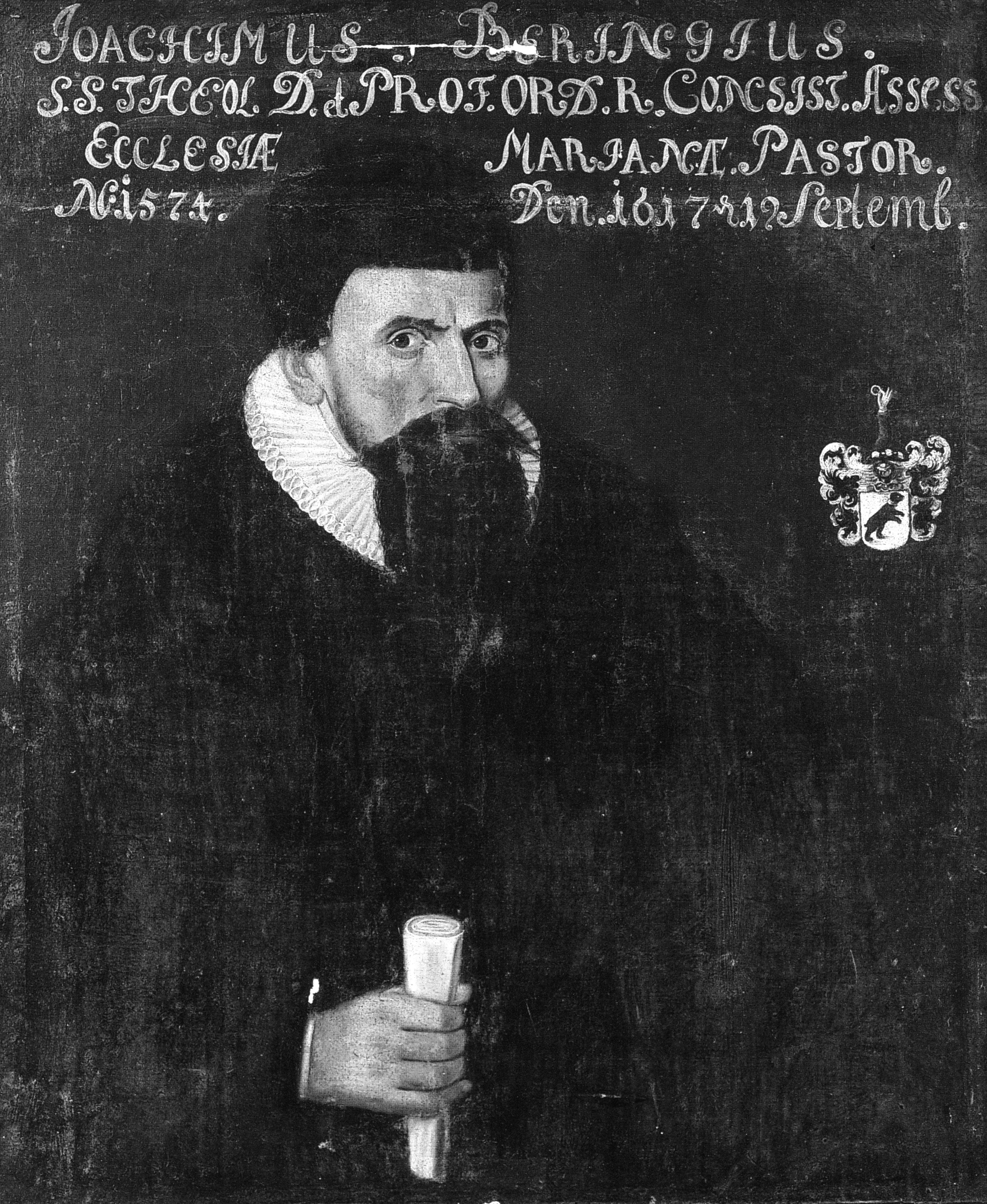
Joachim Bering

Joachim Bering (* 1574 in Stralsund; † 19. September 1627 in Greifswald) war ein deutscher evangelisch-lutherischer Theologe.

## Leben
Er war der Sohn von Bernhard Bering und Ilsabe Schulz. Nach anfänglichem Privatunterricht besuchte er 1589 das Katharineum in Lübeck, danach das Gymnasium in Stralsund. 1593 ging er zum Studium der Philosophie und der Theologie an die Brandenburgische Universität Frankfurt. Er verließ zwei Jahre später Frankfurt wegen der Pest und ging an die Universität Rostock, wo er im April 1601 Magister wurde. Danach setzte er seine theologischen Studien an der  Universität Wittenberg bei David Runge, Aegidius Hunnius d. Ä., Georg Mylius und Salomon Gesner fort.
1604 wurde Bering in Greifswald Professor für Theologie und Pastor der St.-Marien-Kirche (Greifswald).
1605 heiratete er Barbara Preusse († 31. Januar 1629), die Tochter eines Stralsunder Ratsherrn und Juristen. Sein Sohn Johann wurde ebenfalls Professor in Greifswald.
Joachim Bering wurde im Februar 1612 zum Konsistorialassessor im Greifswalder Konsistorium ernannt und am 4. September 1616 zum Doktor der Theologie promoviert.